# 고네지마촌
고네지마촌(高根島村)은 1944년까지 히로시마현 도요타군에 있던 촌이다. 하나의 섬에서 하나의 마을을 형성하고 있었으나, 세토다 수도를 사이에 두고 이웃한 세토다정과 합병해 새로운 세토다정이 되어 지방 자치단체로서의 역사를 마감했다. 세토다정은 이후 헤세 대합병 때 오노미치시에 편입되어 현재는 오노미치시의 서쪽 끝에 해당한다.